# Космос-1834
Космос-1834 је један од преко 2400 совјетских вјештачких сателита лансираних у оквиру програма Космос.
Космос-1834 је лансиран са космодрома Тјуратам, Бајконур, СССР, 8. априла 1987. Ракета-носач је поставила сателит у орбиту око планете Земље. Маса сателита при лансирању је износила 3000 килограма. Космос-1834 је био војни извиђачки сателит за праћење флоте.